# Rädda Barnen

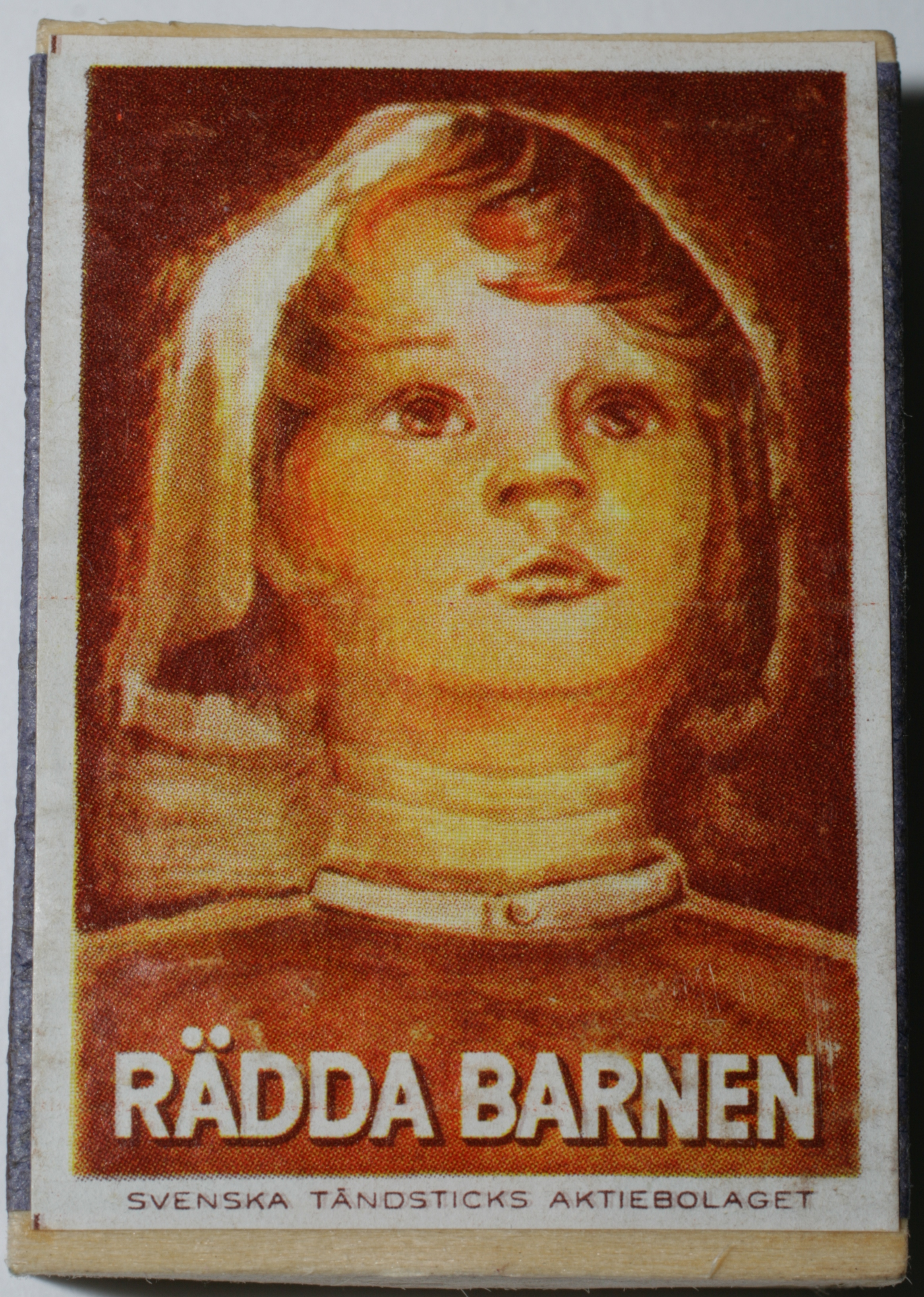
Tändsticksask tillverkad i trä med Rädda Barnen-motiv, målat av Elisabeth Bergstrand-Poulsen

Rädda Barnen (engelska: Save the Children International) är en religiöst och partipolitiskt obunden organisation som värnar om barns rättigheter. Arbetet utgår ifrån FN:s konvention om barnets rättigheter, som säger att alla människor har lika värde, men att barn har särskilda rättigheter. Rädda Barnen stöder barn i utsatta situationer och påverkar stater att ta sitt ansvar för att deras rättigheter efterlevs.
Rädda Barnen har 30 medlemsorganisationer verksamma i över 120 länder. Organisationen arbetar bland annat mot barnmisshandel och aga, sexuella övergrepp mot barn, barnpornografi, barnarbete och barnfattigdom.
I juli 2019 fick Save the Children International för första gången en högsta chef från Sverige, när Inger Ashing utsågs till verkställande direktör (CEO) för organisationen.

## Historik
Rädda Barnens arbete utgår från att barn har särskilda rättigheter sedan 1919, vilket också fastslogs av Nationernas förbund i Genevédeklarationen 1923. Allt började med engelskan Eglantyne Jebbs kamp mot den handelsblockad som ententen upprättade efter första världskriget, och som resulterade i att tre miljoner barn på fiendesidan svalt. Den 19 maj 1919 arrangerade hon ett massmöte i Albert Hall som blev startskottet för den första Save the Children-organisationen (Rädda Barnen). Bara några månader senare, den 19 november, startades Rädda Barnen i Sverige. Jebbs budskap var att samhället måste förändras för att barn ska få det bättre, ett budskap som är oförändrat än idag.

## Rädda Barnens mål
Rädda Barnen vill åstadkomma varaktiga förbättringar för barn i utsatta situationer. Man arbetar framför allt för att de barn som har det allra svårast ska få sina rättigheter respekterade och tillgodosedda: barn som utsätts för våld och övergrepp, barn som inte får den utbildning de har rätt till, barn som är skilda från eller saknar tillräckligt stöd från sina familj eller andra vuxna, barn i väpnade konflikter och katastrofer och barn som lever i fattigdom.
Rädda Barnen jobbar med FN:s millenniemål. Organisationen skickar volontärer, bidrag och mat. 
Rädda Barnen arbetar på fyra olika sätt: de lyssnar på barnen, de ger stöd direkt till barn som har det svårt, de sprider sin kunskap till dem som har inflytande över barns livsvillkor och de driver opinions- och påverkansarbete för att få beslutsfattare på alla nivåer att förverkliga barnets rättigheter. Arbetet bedrivs tillsammans med organisationer på lokal och nationell nivå, samt med internationella organ.

## Rädda Barnen i Sverige
Rädda Barnen i Sverige är en medlemsorganisation som år 2022 har drygt 65,000 medlemmar. Samma år fanns ca 150 lokalföreningar över hela landet som arbetar med barnrättsfrågor på regional och kommunal nivå. De påverkar lokalpolitiker, arrangerar seminarier, driver samtalsgrupper för föräldrar, besöker flyktingförläggningar, ordnar läxläsning och mycket mer. Rädda Barnens ungdomsorganisation heter Rädda Barnens Ungdomsförbund. Styrelseordförande för Rädda Barnens Riksförbund är sedan 2022 psykologen Maria Schillaci.

### Migrationspolitiska ståndpunkter
Rädda Barnen anser[när?] att Dublinförordningen bör revideras så att ensamkommande asylsökande barn undantas från att utvisas till första asylland. Rädda Barnen hänvisar bland annat till att många barn först sökt asyl i ett land där deras ålder ifrågasatts (de bedöms vara 18 år eller äldre). När nästa land de söker asyl i meddelar att de skall utvisas till första asylland och den ensamkommande inte sitter i låst förvar kan de ensamkommande komma att gömma sig för myndigheterna som papperslösa och därmed riskera att bli ytterligare utsatta för all slags exploatering i en illegal situation.
Rädda Barnen drev från 2005 projektet Utanpapper.nu till stöd för barn som vistas i Sverige illegalt.
I november 2017 var Rädda Barnen en av de elva organisationer som startade "novemberuppropet" med krav på att:
- Samtliga utvisningar till Afghanistan av barn och unga som kom 2015 stoppas till dess att uppföljning av genomförda utvisningar har skett.
- Uppehållstillstånd på grund av särskilt och synnerligen ömmande omständigheter återinförs.
- Gymnasielagen utvidgas till att gälla fler unga

På 2020-talet har Rädda Barnen i ett antal uttalanden och remissvar tagit ställning mot skärpning av asyllagstiftningen som de anser missgynna barn och i vissa fall bryta mot Barnkonventionen.

### Ordförande
- 1983–1995 Karin Söder
- 1995–2001 Görel Thurdin
- 2001–2005 Annika Åhnberg
- 2005–2008 Marianne Nivert
- 2008–2016 Inger Ashing
- 2016–2020 Lise Bergh
- 2020–2022 Jens Orback
- 2022– Maria Schillaci

### Generalsekreterare i urval
- 1919–1923 Gerda Marcus
- 1939–1949 Gerda Marcus
- 1966–1972 Magnus Ehrenström
- 2003–2008 Charlotte Petri Gornitzka
- 2008–2018 Elisabeth Dahlin
- 2019–2022 Helena Thybell
- 2022-2023  Jon Björk (tf)
- 2023–         Åsa Regnér

### Priser och utmärkelser
- Kronprinsparets Kulturpris, 2005
- Årets väckarklocka, 2019